# 제11회 부산독립영화제
제11회 부산독립영화제는 2009년 11월 26일에 열린 시상식이다.

## 수상 및 후보

### 공식상영작
- 내 청춘을 돌려다오 - 김은민
- 바나나우유는★(별)로다 - 한영웅
- 블랙 홀릭 - 김한국
- 계절 - 배종대
- 업 - 문시현
- 룸 - 장익제
- 오후 3시 - 김지곤
- 벽 - 형슬우
- 돈과천선 - 서경득
- 정종 한 잔 - 전주협
- 색깔 있는 마을 - 김철모 외1명
- 그의 생일 - 차주동
- 구멍가게 - 김광진
- 팔딱팔딱 - 김대황
- 2월 - 박성림 외1명
- 오늘밤은 218호에서 시작되었다 - 서호빈
- 황혼의 질주 - 김진태
- 밤꽃개 - 이성욱
- 비복용자들 - 신선미
- 채워질 수 없는 것들 - 안현준
- In The Cold Cold Night 03_Repeat Mark - 기채생

### 특별초청작
- 오디션 - 김성준 외1명
- 말도 안 돼 - 김덕영
- 주변인 - 민지홍
- 손에 반하다 - 김희진
- 목구멍의 가시 - 김영조
- 장독 - 김옥심
- 아주 먼 나라 이야기 - 허윤석
- 스릴이 사라진 후에 - 염정석
- 갬 - 전인룡
- 회색도시 - 구자환